# La noche de Yuri
La noche de Yuri (Yuri's Night) es una celebración internacional que se conmemora el 12 de abril de cada año en recuerdo de la primera vez que un ser humano, Yuri Gagarin, viajó al espacio, lo que ocurrió el 12 de abril de 1961. También se conmemora el lanzamiento del primer Transbordador Espacial, el 12 de abril de 1981. En 2004, La noche de Yuri se celebró en 34 países con más de 75 eventos individuales, entre ellos los de Los Ángeles, Estocolmo, Antártida, Tel Aviv, Tokio y la Estación Espacial Internacional.
El objetivo de La noche de Yuri, que impulsa el Space Generation Advisory Council, consiste en aumentar el interés de los ciudadanos por la exploración del espacio y fomentar el surgimiento de una cultura, incluyendo música, danza, moda y arte, así como una red mundial de celebraciones y acontecimientos educativos anuales. La Noche de Yuri trata de estimular el surgimiento de una comunidad global comprometida con el futuro de la exploración espacial. También busca desarrollar líderes e innovadores capaces de asumir un compromiso de responsabilidad global en este campo. 
La noche de Yuri fue creada por Loretta Hidalgo, George T. Whitesides y Trish Garner y se materializó por primera vez el 12 de abril de 2001, si su homóloga, conocido como el Día de la Cosmonáutica (en ruso: День Космонавтики), se celebra desde 1962 en lo que entonces era la Unión Soviética. 
En la edición de 2004, celebrada en Los Ángeles, acudieron alrededor de un centenar de destacados líderes de la aventura espacial, incluyendo el autor Ray Bradbury, el turista espacial Dennis Tito, el fundador del X-Prize Peter Diamandis, Lance Bass de los 'N Sync y Nichelle Nichols (Uhura de Star Trek: la serie original).